# Albina Osipowich
Albina Osipowich van Aiken (26. veljače 1911. – 6. lipnja 1964.), američka plivačica litavskog porijekla.
Dvostruka je olimpijska pobjednica u plivanju, a 1986. godine postumno je primljena u Kuću slavnih vodenih sportova.